# Detektywi w akcji
Detektywi w akcji – polski serial paradokumentalny z gatunku docu-crime emitowany od 31 sierpnia 2015 do 11 grudnia 2017 na antenie TV4.

## Fabuła
Serial opowiadał o pracownikach agencji detektywistycznej Septagon oraz prowadzonych przez nich sprawach. Akcja serialu toczyła się głównie na terenie Wrocławia – w biurze Septagonu, mieszkaniach klientów oraz miejscach obserwacji detektywów.

## Obsada
- Marcin Malik – detektyw Marcin Doman, szef agencji Septagon
- Żaneta Tymków – detektyw Marta „Ruda” Keller
- Agnieszka Sypień – detektyw Agnieszka Zdral (sezon 1)
- Michał Waleszczyński – detektyw Michał „Diablo” Warłak
- Paweł Jeziółkowski – detektyw Paweł „Serb” Serbowski
- Michał Cyran – detektyw Michał „Majka” Dwornik (sezon 1)
- Kordian Rekowski – detektyw Piotr „Dexter” Grej (sezon 1)
- Aneta Rak – detektyw Aneta „Bibi” Rawicz (od 2 sezonu)[2]
- Joanna Skrzypczak – detektyw Joanna „Francuzka” Kario (odcinki 45-80) (już nie występuje)
- Paweł Pietrzyk – detektyw Paweł „Novy” Novak (od 2 sezonu)
- Grzegorz Burniak – detektyw Grzegorz „Ronin” Widawski
- Dawid Nowogoński – detektyw Dawid „Bury” Burski (od odcinka 80)
- Agnieszka Pawlak – detektyw Katarzyna, asystentka detektywów

Pozostałe role epizodyczne grają aktorzy amatorzy lub statyści wyłaniani w castingach.

## Spis serii
| Seria | Sezon       | Odcinki      | Premiera serii       | Finał serii       | Pora emisji                 |
| ----- | ----------- | ------------ | -------------------- | ----------------- | --------------------------- |
| 1     | jesień 2015 | 1–41 (41)    | 31 sierpnia 2015     | 9 listopada 2015  | poniedziałek–czwartek 18:00 |
| 2     | wiosna 2016 | 42–79 (38)   | 29 lutego 2016       | 3 maja 2016       | poniedziałek–czwartek 18:00 |
| 3     | jesień 2016 | 80–126 (47)  | 31 sierpnia 2016     | 22 listopada 2016 | poniedziałek–czwartek 18:00 |
| 4     | wiosna 2017 | 127–145 (19) | 27 lutego 2017       | 29 marca 2017     | poniedziałek–czwartek 18:00 |
| 5     | jesień 2017 | 146–185 (40) | 16 października 2017 | 11 grudnia 2017   | poniedziałek–piątek 17:00   |